# Angel Lorenzo
Angel Lorenzo, né le 6 septembre 1955 à Salvatierra (Espagne), est un footballeur franco-espagnol.
Lorenzo fait toute sa carrière professionnelle au FC Tours.

## Biographie
Angel Lorenzo joue d'abord à Saint-Pierre-des-Corps et Saint-Cyr en Indre-et-Loire.
Angel Lorenzo arrive au FC Tours en 1978 alors en Division 2. Il prend part à deux matchs pour autant de buts la première années puis cinq matchs lors de la suivante, sans marquer. Il est tout de même aussi sacré vice-champion de D2. Quand il n'est pas avec l'équipe première, Lorenzo joue avec l'équipe réserve. Lors de cette saison 1979-1980 de Division 3, il inscrit quatorze buts en vingt matchs.
Le club tourangeau monté en première division, Lorenzo ne joue aucun match avec l'équipe fanion pendant trois ans. Sauf un match en Coupe de France, lors de la saison 1982-1983 il joue et inscrit un but contre le Paris SG lors du match retour de demi-finale. Durant cette période de 1980 à 1983, il continue d'évolué en Division 3 avec la réserve. Lorenzo inscrit 21 buts en 23 matchs lors de ce même dernier exercice.
En 1983-1984, le club redescendu en D2, Angel Lorenzo fait partie de la ligne d'attaque aux côtés d'Omar Da Fonseca et Béla Várady. Lorenzo marque onze buts toutes compétitions confondues. Une fois la montée acquise, place au trophée des champions face à l’Olympique de Marseille. Après un match nul au stade Vélodrome (1-1), Lorenzo égalise lors du retour juste après le retour des vestiaires avant que Varadi n'inscrive un doublé synonyme de titre de champion.
Pour son retour parmi l’élite, Lorenzo se blesse et manque une bonne partie de la saison. Le club retrouve la D2 un an après l’avoir quittée. Il joue vingt match de D1 pour six buts,.
Angel Lorenzo finit sa carrière par trois nouvelles saisons en Division 2 avec le FC Tours. Marquant huit buts en dix-sept matchs en 1985-1986 pour son meilleur ratio sur une saison avant de baisser d'efficacité pour une vingtaine de match et quelques buts lors de ses dernières saisons 1986-1987 et 1987-1988,.

## Statistiques
Ce tableau présente les statistiques d'Angel Lorenzo,.
| Saison                | Club                  | Championnat           | Championnat | Championnat | Coupe(s) nationale(s) | Coupe(s) nationale(s) | Total | Total |
| Saison                | Club                  | Division              | M.          | B.          | M.                    | B.                    | M.    | B.    |
| 1978-1979             | FC Tours              | D2                    | 2           | 2           | -                     | -                     | 2     | 2     |
| 1979-1980             | FC Tours              | D2                    | 5           | 0           | -                     | -                     | 5     | 0     |
| 1980-1981             | FC Tours              | D1                    | -           | -           | -                     | -                     | 0     | 0     |
| 1981-1982             | FC Tours              | D1                    | -           | -           | -                     | -                     | 0     | 0     |
| 1982-1983             | FC Tours              | D1                    | -           | -           | 1                     | 1                     | 1     | 1     |
| 1983-1984             | FC Tours              | D2                    | 25          | 10          | 4                     | 1                     | 29    | 11    |
| 1984-1985             | FC Tours              | D1                    | 20          | 6           | 1                     | 0                     | 21    | 6     |
| 1985-1986             | FC Tours              | D2                    | 17          | 8           | 5                     | 0                     | 22    | 8     |
| 1986-1987             | FC Tours              | D2                    | 24          | 3           | 4                     | 1                     | 28    | 4     |
| 1987-1988             | FC Tours              | D2                    | 21          | 4           | 1                     | 0                     | 22    | 4     |
| Total sur la carrière | Total sur la carrière | Total sur la carrière | 114         | 33          | 16                    | 3                     | 130   | 36    |

## Palmarès
Championnat de France D2 (1)
- Champion en 1984
- Finaliste en 1980
- Vainqueur de groupe en 1980 et 1984